# Гірські дощові ліси Суматри
Гірські дощові ліси Суматри (ідентифікатор WWF: IM0159) — індомалайський екорегіон тропічних та субтропічних вологих широколистяних лісів, розташований на Суматрі.

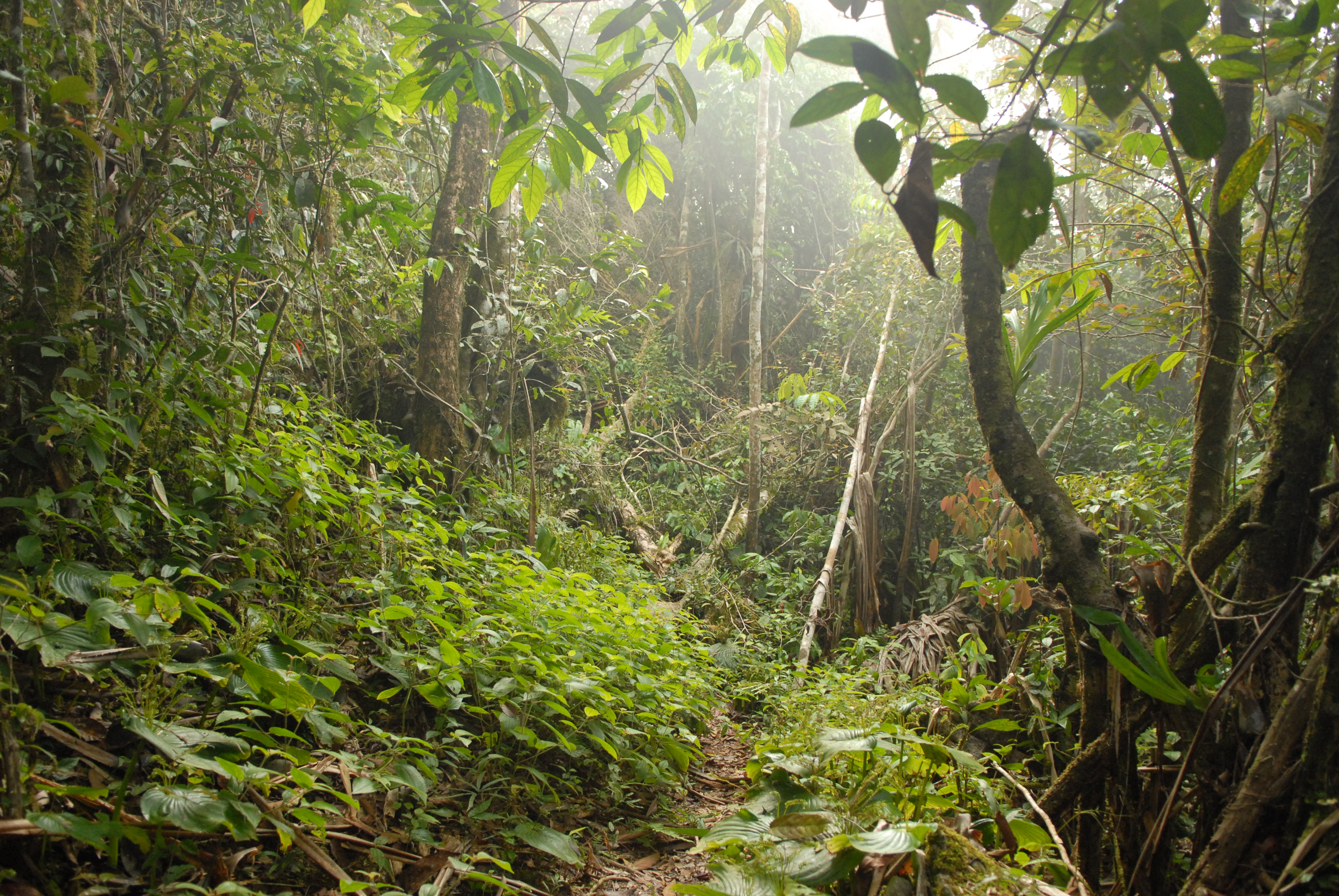
Дощовий ліс у високогір'ях Суматри

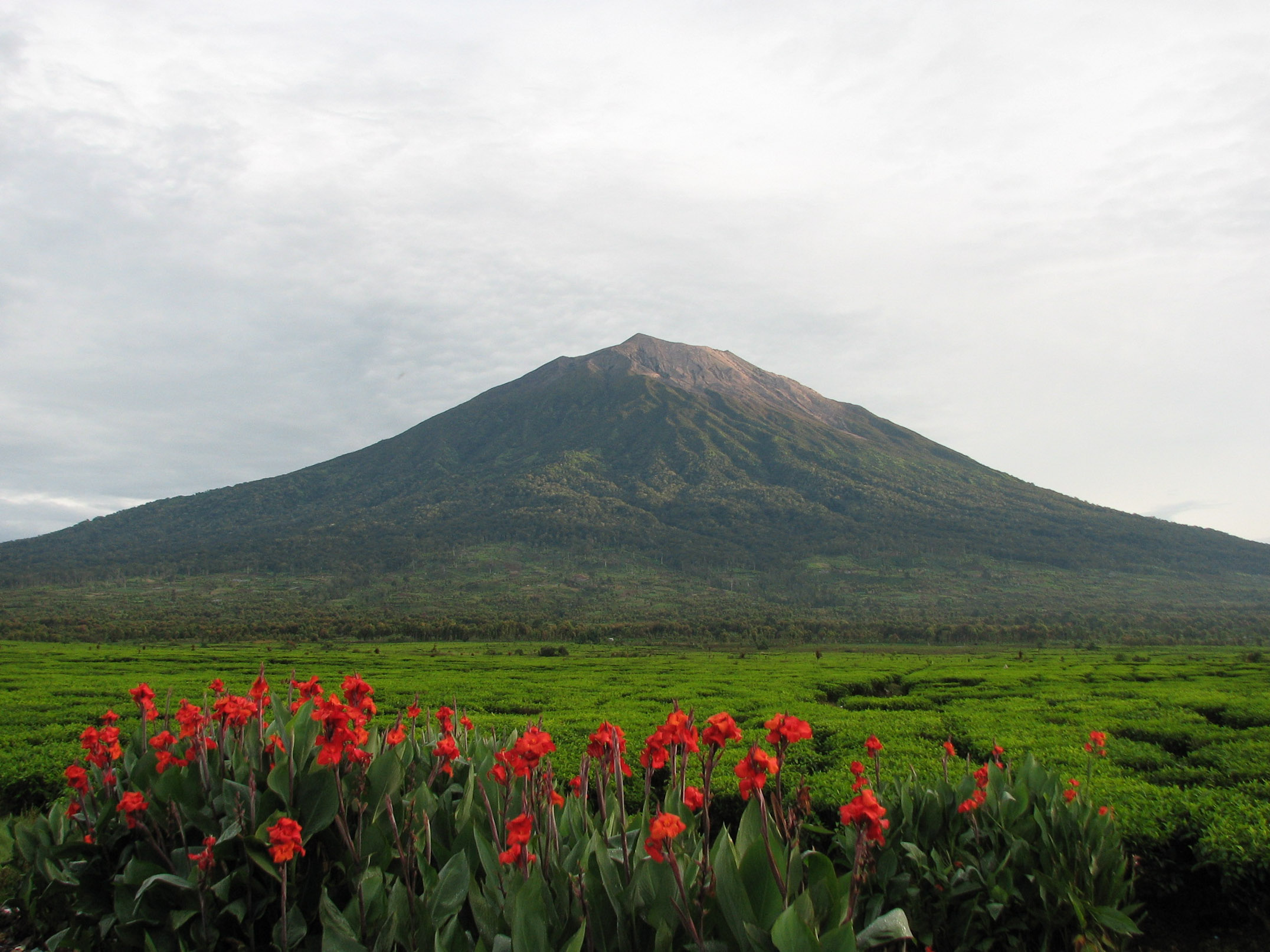
Вулкан Керінчі в горах Барісан

## Географія
Екорегіон гірських дощових лісів Суматри охоплює високогір'я гір Барісан, що простягаються майже на 1700 км з північного заходу на південний схід уздовж західної сторони острова Суматра, найзахіднішого в групі Великих Зонських островів. Більшість гірських вершин Барісану є вулканами, а 23 з них є діючими. 3 вулканічні вершини підіймаються на висоту понад 2000 м над рівнем моря, а найвищою вершиною хребта є вулкан Керінчі заввишки 3805 м, який востаннє вивергався у 2022 році. На висоті нижче 1000 м над рівнем моря гірські ліси переходять у рівнинні дощові ліси Суматри. Хвойні ліси, що зустрічаються у деяких гірських районах Барісану, виділяють у окремий екорегіон тропічних соснових лісів Суматри.
Острів Суматра утворилася внаслідок субдукції Індо-Австралійської плити під Зондську плиту. Приблизно 70 мільйонів років тому Індійський субконтинент зіштовхнувся з Азію, утворивши Гімалаї, а пов'язаний з цим поштовх утворив гори Барісан на Суматрі. Коли цей гірський хребет піднявся, він утворив глибоководний жолоб вздовж західного узбережжя Суматри та призвів до підняття островів поблизу цього узбережжя. На схід від гір Барісан на Суматрі простягаються пагорби та рівнини, які утворилися в результаті поєднання тектонічних та вулканічних процесів. Протягом останніх 25 мільйонів років гороутворення та вулканічна активність в регіоні продовжувалися і неодноразово супроводжувалися катастрофічними вулканічними виверженнями, такими як катастрофічне виверження супервулкана Тоба, яке відбулося приблизно 74 000 років тому та призвело до вимирання більшості людей, що тоді жили на планеті. Залишком цього супервулкана є найбільше у світі вулканічне озеро Тоба, розташоване в горах Барісан на північному заході Суматри. 
В часи останнього льодовикового періоду, коли рівень Світового океану був більш ніж на 100 м нижчим, ніж зараз, Малайський півострів, острови Суматра, Ява і Калімантан, а також сусідні острови, утворили єдиний великий масив суходолу, відомий як Сунда. Після завершення льодовикового періоду рівень моря піднявся, і наразі Суматра відділена Малаккською протокою від Малакки, Зондською протокою від Яви та морем від Калімантану. Однак флора і фауна цих земель досі мають велику подібність, через що їх об'єднують у один біогеографічний регіон — Малезію.

## Клімат
На більшій частині екорегіону переважає вологий екваторіальний клімат (Af за класифікацією кліматів Кеппена), а на найвищих гірських вершинах — високогірний субтропічний клімат (Cfb за класифікацією Кеппена). Західні схили гір Барісан отримують більше опадів, ніж східні схили, які лежать у дощовій тіні. Таким чином, середньорічна кількість опадів на західних схилах гір перевищує 4700 мм, а на східних схилах вона є більш ніж удвічі меншою. Сухий сезон, коли середньорічна кількість опадів становить менше 100 мм, на Суматрі триває менше 3 місяців.

## Флора
Основними лісовими угрупованнями екорегіону є нижні гірські ліси, високогірні ліси та субальпійські ліси, розподіл яких залежить від висоти над рівнем моря, температури та рівня хмарності. 
Ліси, що ростуть на низьких висотах екорегіону, схожі на рівнинні дощові ліси, однак висота лісового намету в них є нижчою і не перевищує 35 м над землею. Поодинокі емерджентні дерева можуть підійматись на висоту до 45 м, однак високі масивні дерева з дошкоподібними коренями у гірських лісах зустрічаються рідко. Ліан у гірських лісах зустрічається менше, ніж у рівнинних лісах, натомість кількість епіфітних орхідей тут зустрічається більше.
У верхніх гірських лісах лісовий намет розташований на висоті 20 м над землею, а емерджентні дерева досягають лише 25 м заввишки. Ліан та дерев з дошкоподібними коренями і широким, складним листям тут зустрічається мало, натомість у високогірних лісах дуже поширені епіфіті орхідеї, мохи, лишайники та печіночники. На найвищих вершинах екорегіону поширена мозаїка субальпійських лісів, луків, пустищ та болотистих ділянок. Тут зустрічаються невисокі дерева до 10 м заввишки, які утворюють карликові ліси. Орхідеї в цих лісах рідкісні, натомість мохи, лишайники та печіночники дуже поширені.
На відміну від рівнинних дощових лісів, у яких домінують представники родини Діптерокарпові (Dipterocarpaceae), у низькогірських лісах переважають різні види дубів (Quercus spp.), літокарпусів (Lithocarpus spp.) та кастанопсисів (Castanopsis spp.) з родини букових (Fagaceae), а також індонезійські коричники (Cinnamomum burmanni) та різні види ліцей (Litsea spp.) з родини лаврових (Lauraceae). Також у нижніх гірських лісах поширені великі деревоподібні папороті ціатеї (Cyathea spp.) та різноманітні представники родин Кунонієві (Cunoniaceae), Монімієві (Monimiaceae), Магнолієві (Magnoliaceae) та Чарівногоріхові (Hamamelidaceae).
У верхніх гірських лісах поширені сосни та інші хвойні дерева, чагарники рододендрону (Rhododendron spp.) та ожини (Rubus spp.) з родини вересових (Ericaceae), а також різні види евкаліптів (Eucalyptus spp.) та чайних дерев (Melaleuca spp.) з родини миртових (Myrtaceae). У високогірних карликових лісах поширені невисокі черепичні дакрикарпуси (Dacrycarpus imbricatus) та жовтуваті тонконасінники (Leptospermum polygalifolium). У більш сухих високогірних лісах поширені лишайники, а у дуже вологих хмарних лісах — мохи та печіночники. Для субальпійської зони характерні види, поширені у високогірних лісах, однак тут вони досягають меншого розміру. Також тут спостерігається збільшення кількості трав, таких як мітлиця (Agrostis spp.) та костриця (Festuca spp.), а також ситників (Juncus spp.), осок (Carex spp.), комишів (Scirpus spp.) та смикавців (Cyperus spp.).
Найвідомішими рослинами регіону є рафлезії (Rafflesia spp.). На Суматрі зустрічається п'ять з шістнадцяти видів цих паразитичних рослин, деякі з яких були зареєстровані на горі Лембух у провінції Ачех. Одним з цих видів є рафлезія Арнольда (Rafflesia arnoldii), яка вирізняється найбільшими у світі коричнево-помаранчево-білими квітками діаметром до 120 см. Рафлезія Арнольда не має листя і натомість отримує енергію з тканин свого господаря, ліани з роду Tetrastigma. Квітки рафлезії пахнуть гнилим м'ясом і приваблюють комах-запилювачів.
Гірські рослини Суматри можна розділити на дві групи: місцеві або автохтонні види та алохтонні види, центр походження яких знаходиться за межами Суматри. До місцевих видів належать як ті види, що характерні для рівнинних дощових лісів, зокрема представники родин Діптерокарпові (Dipterocarpaceae) і Бомбаксові (Bombacaceae) та різноманітні фікуси (Ficus spp.), такі і види, які мають глобальне поширення, зокрема сосни (Pinus spp.). представники родин Капустяні (Brassicaceae) і Чаєві (Theaceae) та деревоподібні папороті. Представники алохтонної флори належать до родів, які поширені переважно в зонах помірного клімату, а не у тропіках та екваторіальних дощових лісах. Такі види в тропіках ніколи не зустрічаються на висоті нижче 1000 м над рівнем моря і зазвичай домінують у субальпійській флорі. Серед алохтонних видів, поширених у високогір'ях екорегіону, слід відзначити різноманітних рододендронів (Rhododendron spp.), тирличів (Gentiana spp.) та щучників (Deschampsia spp.). більшість з них потрапили на Суматру з Азії або Австралії під час льодовикових періодів, коли острів був частиною великої Сунди, а усі лісові зони розташовувалися на 350-400 м нижче, ніж зараз.

## Фауна
Фауна гірських лісів Суматри характеризується набагато вищим рівнем біорізноманіття та ендемізму, ніж фауна навколишніх рівнинних дощових лісів. Тут знайшли прихисток багато рідкісних видів тварин, таких як суматранські тигри (Panthera tigris sumatrae), суматранські носороги (Dicerorhinus sumatrensis), майже ендемічні суматранські орангутани (Pongo abelii), тапанульські орангутани (Pongo tapanuliensis) та звичайні сіаманги (Symphalangus syndactylus).
Серед хижих ссавців, поширених в гірських лісах Суматри, слід відзначити борнейську пантеру (Neofelis diardi), золотисту котопуму (Catopuma temminckii), гірського куона (Cuon alpinus), малайського ведмедя (Helarctos malayanus), бінтуронга (Arctictis binturong) та суматранську харзу (Martes flavigula henrici), а серед мавп — макаку-крабоїда (Macaca fascicularis), південного свинохвостого макаку (Macaca nemestrina), чорнорукого гібона (Hylobates agilis) та суматранського білорукого гібона (Hylobates lar vestitus). Також в екорегіоні зустрічаються індійські замбари (Rusa unicolor), суматранські серау (Capricornis sumatraensis), смугасті свині (Sus scrofa vittatus) та бородаті свині (Sus barbatus).
Майже ендемічними представниками екорегіону, які також зустрічаються у низинах Суматри або в інших частинах Малезії, є сурілі Томаса (Presbytis thomasi), яванські мустели (Mustela lutreolina), суматранські свиноборсуки (Arctonyx hoevenii), суматранські смугасті кролики (Nesolagus netscheri), димчасті політухи (Pteromyscus pulverulentus), ніобські земляні білки (Lariscus niobe), гірські зондські щури (Sundamys infraluteus), суматранські колючі щури (Maxomys hylomyoides), товстоносі колючі щури (Maxomys inflatus) та зондські гірські леопольдомиші (Leopoldamys ciliatus). 
Ендеміками екорегіону є суматранські мунтжаки (Muntiacus montanus), суматранські політухи (Hylopetes winstoni), пацюки Корніча (Rattus korinchi), ачехські пацюки (Rattus blangorum), пацюки Хугерверфа (Rattus hoogerwerfi), гірські суматранські білочереві пацюки (Niviventer fraternus), суматранські землерийкові миші (Mus crociduroides), карликові гімнури (Hylomys parvus), суматранські водяні землерийки (Chimarrogale sumatrana), суматранські довгохвості білозубки (Crocidura paradoxura) та білозубки Беккарі (Crocidura beccarii).
Орнітофауна екорегіону вирізняється високим біорізноманіттям та рівнем ендемізму. Майже ендемічними представниками екорегіону є індонезійські куріпки (Arborophila rolli), нагірні куріпки (Arborophila sumatrana), бронзові віялохвости (Polyplectron chalcurum), суматранські вінаго (Treron oxyurus), рожевоголові вінаго (Ptilinopus porphyreus), суматранські зозулі-тонконоги (Carpococcyx viridis), суматранські корнудо (Batrachostomus poliolophus), скельні дрімлюги (Caprimulgus pulchellus), великі салангани (Hydrochous gigas), суматранські слукви (Scolopax saturata), малазійські сплюшки (Otus brookii), суматранські трогони (Apalharpactes mackloti), суматранські піти (Erythropitta venusta), вогнисті личинкоїди (Pericrocotus miniatus), чорнощокі шикачики (Coracina larvata), суматранські дронго (Dicrurus sumatranus), бронзові вагабунди (Dendrocitta occipitalis), смугасті бюльбюлі (Ixos leucogrammicus), суматранські оливники (Ixos sumatranus), цитринові бюльбюлі (Brachypodius nieuwenhuisii), золотогузі бюльбюлі (Alcurus tympanistrigus), білочереві скриточуби (Phylloscopus grammiceps), темноголові окулярники (Zosterops atricapilla), рудощокі ратини (Turdinus marmoratus), сіроголові чагарниці (Garrulax palliatus), двоколірні чагарниці (Garrulax bicolor), суматранські нільтави (Niltava sumatrana), суматранські алікорто (Brachypteryx saturata), суматранські аренги (Myophonus melanurus), каштанові аренги (Myophonus castaneus), сірі вилохвістки (Enicurus velatus), суматранські квіткоїди (Dicaeum beccarii), синьолобі зеленчики (Chloropsis venusta) та острівні щедрики (Chrysocorythus estherae).
Ендеміками регіону, які зустрічаються виключно у високогір'ях Суматри, є червонодзьобі куріпки (Arborophila rubrirostris), суматранські лофури (Lophura inornata), рудоголові піти (Hydrornis schneideri), короткодзьобі бюльбюлі (Pycnonotus snouckaerti), суматранські ратини (Gypsophila rufipectus), вусаті баблери (Napothera albostriata), сапфірові кохоа (Cochoa beccarii) та суматранські підпаленики (Myiomela sumatrana).

## Збереження
Більшість лісів, що залишилися на Суматрі, обмежені малодоступними гірськими районами, що входять до цього екорегіону. Основними загрозами для збереження природи регіону є вирубка лісів, а також полювання на рідкісних видів тварин. Так, на суматранських тигрів і носорогів полюють задля їх частин тіла, які використовуються в традиційній медицині.
Оцінка 2017 року показала, що 23 291 км², або 32 % екорегіону, є заповідними територіями. Природоохоронні території включають: Національний парк Гунунг-Лейзер, Національний парк Букіт-Барісан-Селатан, Національний парк Керінчі-Себлат, Національний парк Батанг-Гадіс та Природний заповідник Ісау-Ісау. У 2004 році заповідні дощові ліси Суматри, розташовані в горах екорегіону, були внесені до списку Світової спадщини ЮНЕСКО.